# Сант'Анђело Лодиђано
Сант'Анђело Лодиђано (итал. Sant'Angelo Lodigiano) је насеље у Италији у округу Лоди, региону Ломбардија.
Према процени из 2011. у насељу је живело 11516 становника. Насеље се налази на надморској висини од 73 м.

## Становништво
Према резултатима пописа становништва 2011. у општини је живело 12.665 становника.
| 1931.  | 1936. | 1951.  | 1961.  | 1971.  | 1981.  | 1991.  | 2001.  | 2011.  |
| ------ | ----- | ------ | ------ | ------ | ------ | ------ | ------ | ------ |
| 10.177 | 9.591 | 10.680 | 10.765 | 11.139 | 11.412 | 11.277 | 12.096 | 12.665 |